# ازدواج فوزیه و محمدرضا پهلوی

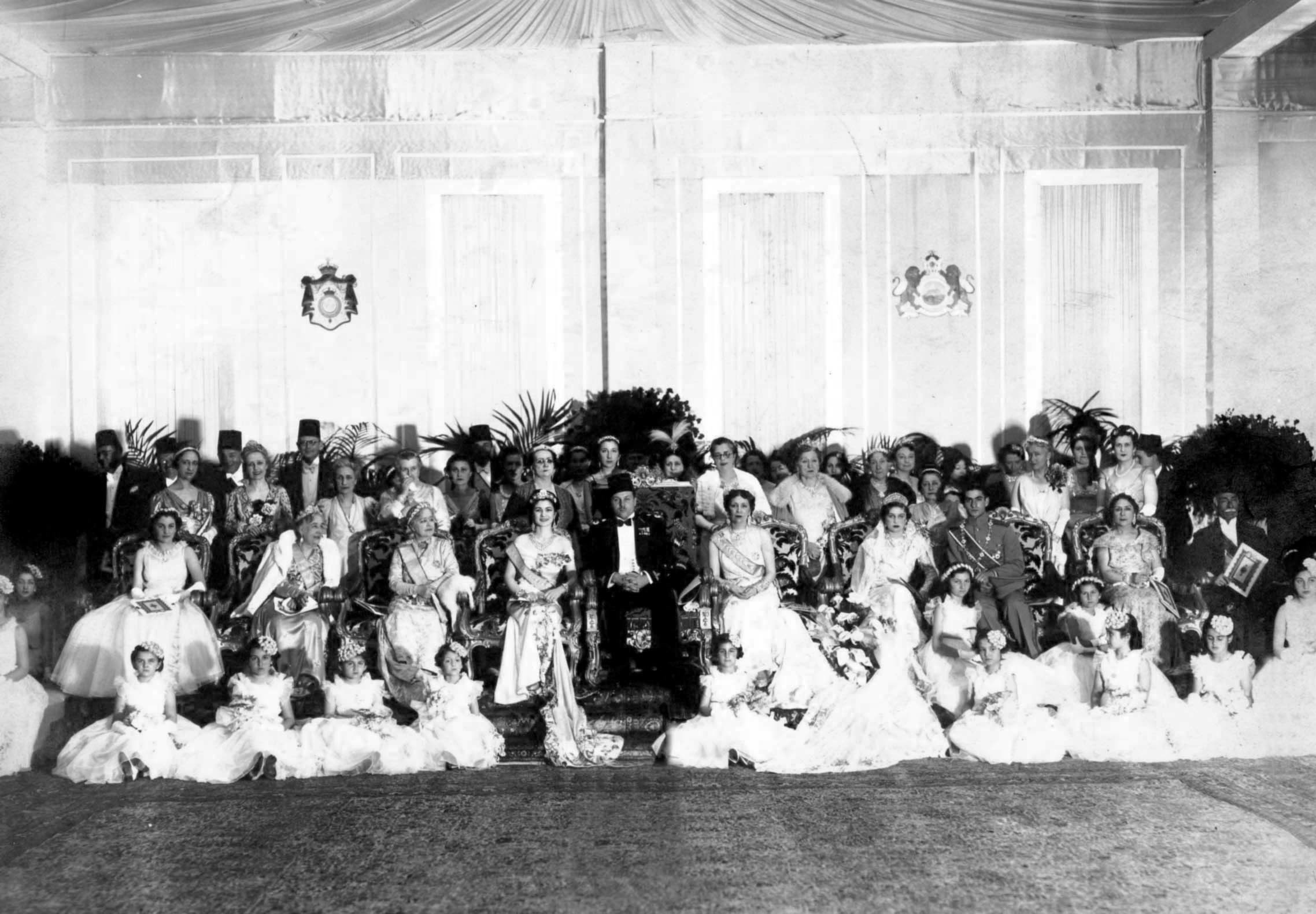
عروسی فوزیه و محمدرضا پهلوی در کاخ عابدین.ازدواج دو عضو خانواده سلطنتی ایران و مصر، رویداد مهم و برجسته‌ای در تاریخ روابط ایران و مصر بود.

محمدرضا پهلوی شاهزاده ایرانی و فوزیه شاهدخت مصری در سال ۱۳۱۷ با هم ازدواج کردند که این ازدواج در نهایت در سال ۱۳۲۷ (پس از به سلطنت رسیدن محمدرضا پهلوی) به طلاق انجامید.

## انتخاب فوزیه
در سال ۱۳۱۷ مسئله ازدواج محمدرضا پهلوی و فوزیه بنت فؤاد مطرح گردید. او زیبایی چشمگیری داشت که حتی نظر هالیوود را نیز به خود جلب کرده بود. خانواده اش ترکیبی از نژادهای مصری، آلبانیایی و فرانسوی بود . فوزیه و محمدرضا سه سال قبل ملاقاتی کاملاً تصادفی و بسیار کوتاه در سوئیس داشتند.

## قانون اساسی
بزرگترین مشکل برای این ازدواج، اصل سی و هفتم متمم قانون اساسی ایران بود که بر اساس آن مادر ولیعهد الزاماً باید ایرانی‌تبار می‌بود. مجلس در اقدامی بی‌سابقه نه تنها به فوزیه تابعیت ایران داد، بلکه او را ایرانی‌تبار نامید.

## ازدواج

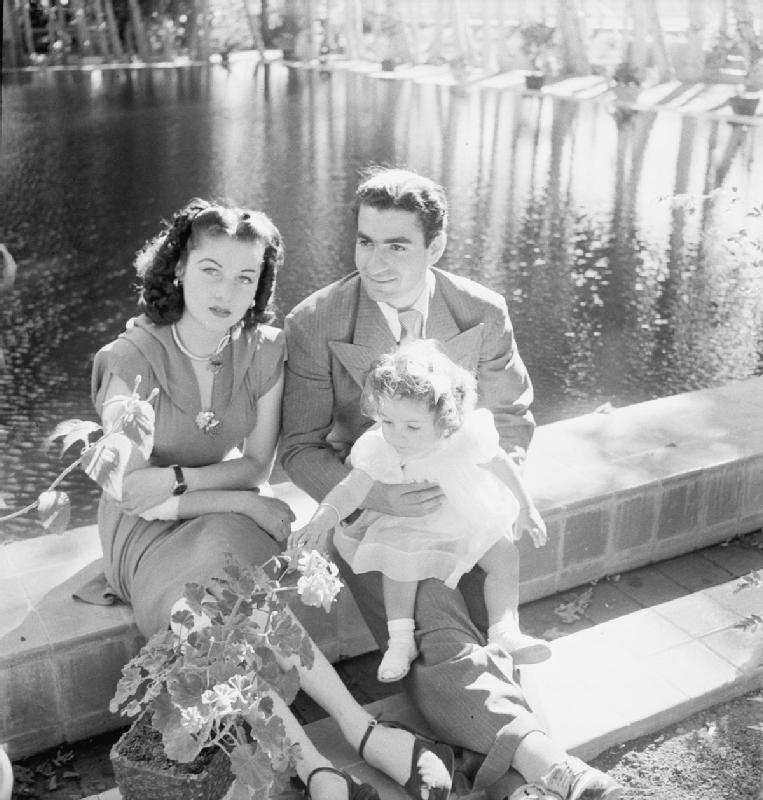
فوزیه و همسرش محمدرضاشاه به همراه دخترشان شهناز پهلوی

از راست: محمدرضا پهلوی، ملکه نازلی، رضاشاه و فوزیه

مراسم خواستگاری بلافاصله توسط نمایندگان ویژه پیگیری شد و محمدرضا پهلوی برای اجرای مراسم عقد کنان به مصر رفت. عقد در تاریخ ۲۴ اسفند ۱۳۱۷ در قاهره انجام شد. کاخ قبه برای اقامت او و همراهان در نظر گرفته شد. محمدرضا به همراه فوزیه، نازلی (مادرزنش) و هیئت همراه در فروردین ۱۳۱۸ به تهران بازگشت. اقامت کوتاه خانواده فوزیه در تهران موجب بروز چالشهایی با رضاشاه شد. پس از بازگشت به تهران و میهمانی رسمی در سفارت مصر با حضور رضاشاه، جشن عروسی با حضور سران و فرستادگان کشورهای خارجی برگزار شد.
پس از ازدواج، رابطه رضاشاه با عروسش بسیار خوب بود. به‌طوری‌که به جز در سفر، هیچگاه بدون حضور وی نهار خانوادگی نخورد. شمس پهلوی نیز زیاد مراعات فوزیه را می‌کرد؛ ولی رابطه اشرف پهلوی با عروس جدید چندان دوستانه نبود.
تمبر ازدواج
تمبر ازدواج محمدرضاشاه و ملکه فوزیه، تمبری است از نوع یادبود که به مناسبت ازدواج محمدرضاشاه و فوزیه پهلوی و در سال ۱۳۱۸ خورشیدی، در ۵ سری چاپ گردید. این تمبر توسط پست ایران منتشر گردید.

## طلاق
۹ سال پس از این وصلت روزنامه اطلاعات روز ۲۵ اسفند ۱۳۱۷ را «آئین عقد و کابین دو کوکب فروزنده شرق» خواند، بنابر دلایل گوناگون، از جمله اتهام هرزگی به فوزیه از سوی اشرف پهلوی و نبود پایبندی به پیوند زناشویی و ایراد اتهام خیانت از سوی دو طرف به یکدیگر، سرانجام جدایی این دو را رقم زد. فوزیه فؤاد که در سال ۱۳۲۴، همسر و دختر خود شهناز را ترک گفته و به مصر بازگشته بود، در سال ۱۳۲۷ با ارسال نامه‌ای به دربار، از مقام شهبانویی ایران کناره گرفت.
فوزیه به فعالیت‌های اجتماعی چندان علاقه‌ای نداشت. روابط او نیز منحصر به میهمانی‌های پر تکلف درباری بود. تنها میهمانانی که مرتباً به دعوت فوزیه به کاخ می‌آمدند، سفیر مصر و همسرش بودند. اولین فرزند آنان برخلاف توقعات، دختر شد و نام او را شهناز پهلوی گذاشتند.
با درگذشت رضاشاه در آفریقای جنوبی، جسد وی از مسیر مصر به تهران آمد. جنازه برای مدتی (تا زمان آماده شدن آرامگاه شاه عبدالعظیم) در مسجد رفاعی به امانت گذاشته شد. در این مدت شمشیر جواهر نشان و مدال‌های وی به سرقت رفت. همه مطلع بودند که ملک فاروق به چنین چیزهایی برای تکمیل کلکسیون‌های شخصی‌اش نیاز و علاقهٔ فراوانی دارد. این ماجرا و رابطه عاشقانه اشرف پهلوی با یکی از مخالفان رژیم خدیو مصر، نقطه آغاز درگیری‌های لفظی، توهین‌ها و تحقیرها به فوزیه بود. فوزیه ظاهراً برای استراحت و تمدد اعصاب به مصر رفت و دیگر هیچگاه بازنگشت. محمدرضا به‌طور غیابی وی را طلاق داد.

## متن نامه درخواست طلاق فوزیه
همسر عزیزم
از عالیجناب سفیر مصر در ایران شنیدم که شما مایل هستید مستقیماً از طرف من بشنوید که مایل به پایان دادن به زندگی زناشوئی خود هستم… در حقیقت من چنین تصمیمی را گرفته‌ام و به سفیر شما در مصر اطلاع داده‌ام و این یادداشت تأکیدی است بر این تصمیم نهایی من…
ازدواج ما، برای اعلیحضرت و من، آن سعادتی را که حق هر دوی ماست، به ارمغان نیاورد و بعد از تفکر زیاد به این نتیجه رسیدم که تنها طلاق است که می‌تواند سعادت ما را به صورت جداگانه تأمین کند. از شما درخواست می‌کنم موافقت کنید نقطه پایانی را به این وضع که ادامه بیشتر آن امکان ندارد، بگذاریم. من می‌دانم که طلاق برای هر دوی ما دردآور است ولی ما باید در راه کشورهای خود فداکاری کنیم. محمدرضا پهلوی می‌توانند همیشه در انتظار دوستی صادقانه اینجانب باشند. از درگاه خداوند خواهان سعادت آن شاه و رفاه کشورتان هستم.

امضاء: فوزیه فواد،احمد فواد

## متن اعلام طلاق از طرف شاه
متن اعلام طلاق از دربار ایران که محمدرضا خود شخصاً از رادیو برای ملتش خواند:

سه سال پیش ملکه فوزیه بنا به دلایل پزشکی ایران را ترک گفتند و اخیراً تقاضای طلاق کرده‌اند، زیرا اقامت معظم لها در تهران برایشان از نظر سلامت جسمانی مضر است. در اجابت به این درخواست، ما محمدرضا پهلوی شاه ایران طلاق خود را از همسرم فوزیه اعلام می‌کنیم… این طلاق در روابط ایران و مصر اثری نخواهد داشت، بلکه این روابط بهتر از گذشته خواهد بود.